# إرنست براندس
إرنست براندس (بالألمانية: Ernst Brandes)‏ (و. 1758 – 1810 م) هو صحفي، ومحامي ألماني، ولد في هانوفر، توفي في هانوفر، عن عمر يناهز 52 عاماً.